# Relació préstec-valor
La relació préstec-valor o ràtio préstec-valor (en anglès, loan-to-value ratio o, abreujadament LTV) 
és un terme financer utilitzat pels prestadors per expressar la relació d'un préstec amb el valor d'un actiu adquirit. El terme és comunament utilitzat pels bancs i per les societats constructores per representar la ràtio de la primera hipoteca com a percentatge del valor de taxació de la propietat immobiliària. Per exemple, si algú presta 130.000 € per comprar una casa que té un valor de 150.000 €, la ràtio LTV és de 130.000 € a 150.000 € o 130.000/150.000, o simplificant, del 87%. El 13% restant representa l'import que aporta el comprador (que també es fa càrrec de les despeses), sumant fins al 100%. Com més alta sigui aquesta ràtio, més arriscat és el préstec per un prestador.

Aquesta relació préstec-valor és un dels principals factors de risc que els prestadors han d'assumir en el moment de valorar la qualificació dels prestataris d'una hipoteca. També cal tenir en compte el valor real del bé a llarg termini i que aquest valor pot baixar, com va passar en esclatar la bombolla immobiliària.